# 정명화
정명화(鄭明和, 1944년 3월 19일~)는 대한민국의 첼리스트이다. 1969년 첼리스트로 데뷔하였고, 1993년부터 2008년까지 한국예술종합학교 음악원 기악과 교수를 지냈다. 바이올리니스트 정경화, 지휘자 겸 피아니스트 정명훈은 그의 동생들이다. 종교는 개신교다.

## 생애

### 어린 시절
어머니가 어렸을 때부터 7남매에게 피아노를 가르치셨다. 예술을 좋아하는 부모님 밑에서 영향을 받아 음악가의 길을 걷게되었다. 1950년 부산으로 피난을 갔을 때도 피아노를 손수 트럭에 실어나를 정도로 부모님이 열정적이었다.

### 데뷔 이후
1969년 디트로이드 심포니와의 야외공연 협연으로 데뷔하였다. 그해 동생 정경화와 정명훈과 함께 '정 트리오'로 백악관에서 연주하였다.1970년 뉴욕에서 구삼열을 만났고, 이후 연인이 되어, 결혼에 이르렀다. 1978년 남편의 로마 발령에 따라 이사하였다. 1993년 한국예술종합학교 기악부 교수로 임명되었다. 2008년 9월 정년을 맞아 퇴임하였다.

## 상훈, 사회활동
- 1999년 12월, 유니세프 한국위원회 친선대사
- 이탈리아 시칠리 교향악단이 정하는 금년 최고의 연주자로 선정
- 제16회 코리아 베스트 드레서로 선정
- 2008년 9월 '2008 윤이상 페스티벌' 참석.[3]
- 2008년 제2회 세계한인의 날 홍보대사[4][5][6]에 위촉되었다.